# 幺部
幺部（ようぶ）は、漢字を部首により分類したグループの一つ。
康熙字典214部首では52番目に置かれる（3画の23番目）。

## 概要
幺部には「幺」を筆画の一部として持つ漢字を分類している。
単独の「幺」の字は糸束を象る象形文字である。『説文解字』では産まれたばかりの子の形を象ると説明しているが、これは誤った分析である。

## 部首の通称
- 日本：いとがしら（「糸」の上半分の形から）・よう
- 韓国：작을요부（jageul yo bu、ちいさい幺部）
- 英米：Radical short thread

## 部首字
幺
- 広韻 - 於堯切、蕭韻
- 詩韻 - 蕭韻、平声
- 三十六字母 - 影母
- 日本語 - 音：ヨウ（エウ）（漢音）
- 中国語 - ピンイン：yāo 注音：ㄧㄠ ウェード式：yao 1
- 朝鮮語 - 訓音：작을（jageul、小さい）・어릴（eoril、幼い） 요(yo)

## 例字
- 幺・𢆯・幻・幼（𢆲）・𢆴・幽・幾（㡬、𢇓、㡮）・㡭・𢇖